# Shea Farrell
Pour les articles homonymes, voir Farrell.
Shea Farrell est un acteur et producteur américain né le 21 octobre 1957 à Cornwall, New York (États-Unis).

## Filmographie

### comme acteur
- 1982 : Capitol ("Capitol") (série TV) : Matt McCandless #1 (1982) (original cast)
- 1983 : Hôtel (TV) : Mark Danning
- 1987 : The Law and Harry McGraw (en) (série TV) : Steve Lacey (1987-1988)
- 1989 : Les Indians (Major League) de David S. Ward : Tolbert
- 1990 : Back to Hannibal: The Return of Tom Sawyer and Huckleberry Finn (en) (TV) : Lyle Newman
- 1993 : Le Retour des Incorruptibles (The Untouchables) (série TV) : Agent Sean Quinlan (1994)
- 1995 : L'Amour à tout prix (While You Were Sleeping) de Jon Turteltaub : Ashley's Husband
- 1996 : Deadly Charades : Guy Sharp
- 1996 : À couper le souffle (Same River Twice) : Stan
- 1996 : Mr. Wrong : James
- 1998 : Tycus (en) (vidéo) : Lt. Garrison
- 1999 : Valerie Flake (en) : Thrusting Guy
- 2006 : Where There's a Will (TV) : Older Doctor

### comme producteur
- 1998 : Ally McBeal ("Ally McBeal")